# Franciszek Ścibor-Bogusławski
Franciszek Ksawery Ścibor-Bogusławski herbu Ostoja (ur. 1713, zm. 9 lutego   1796) – rotmistrz w konfederacji barskiej, chorąży Kawalerii Narodowej, wicemarszałek sejmiku sieradzkiego w 1761 r., dziedzic Smaszkowa, Włocina i Grzymaczewa.

## Życiorys

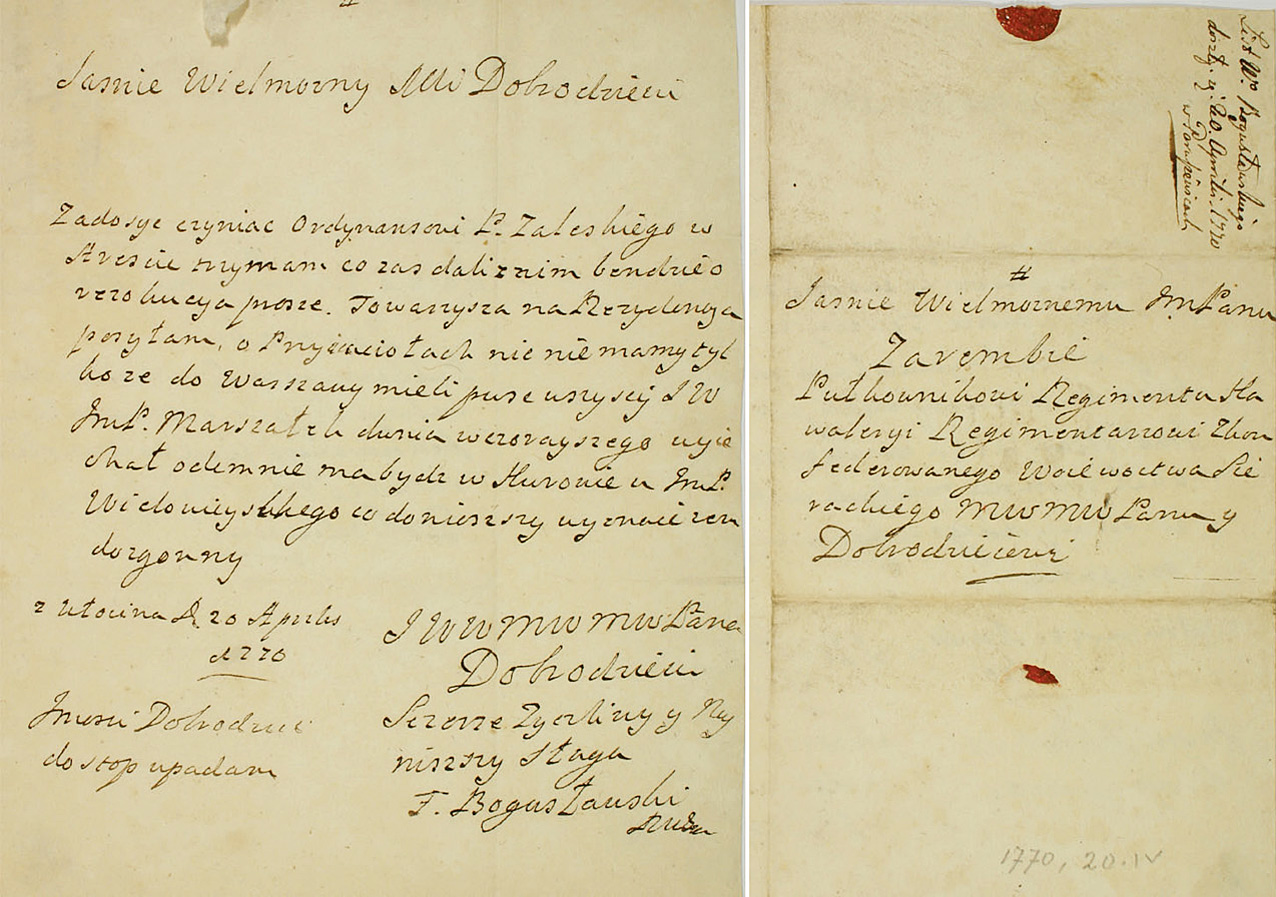
List Franciszka Bogusławskiego do regimentarza Józefa Zaremby z roku 1770, zbiory Biblioteki Kórnickiej

Syn Katarzyny z Gorzyńskich i Andrzeja Ścibor-Bogusławskiego, instygatora Trybunału Koronnego, regenta grodzkiego, komornika granicznego łęczyckiego i sieradzkiego. Brat rodzony Elżbiety Rembiewskiej, Barbary Rudnickiej, ks. Ignacego Piotra Bogusławskiego, kanonika łęczyckiego, dziekana warckiego, proboszcza w Brzeźniu oraz Jakuba Bogusławskiego. Konfederat barski – rotmistrz jednego z oddziałów sieradzkich. Namiestnik chorągwi pancernej Alojzego Fryderyka von Brühla. Towarzysz chorągwi pancernej starosty czerwonogrodzkiego Kazimierza Raczyńskiego. Chorąży Kawalerii Narodowej. Administrator starostwa sokolnickiego w 1774 roku z ramienia Józefa Zaremby. Asesor (wicemarszałek) sejmiku sieradzkiego w 1761 roku. Sędzia komisarz Referendarii Koronnej w 1780 roku. Sygnatariusz aktu akcesyjnego szlachty sieradzkiej do Konstytucji 3 maja. Dziedzic Smaszkowa, Włocina oraz części Grzymaczewa i Kostrzewic. Małżonek 1. Anny z Jankowskich, 2. Anny z Pruszkowskich. Ojciec Krystyny 1v. Łubieńskiej, 2v. Byszewskiej (starościny wągłczewskiej), Julianny Kurcewskiej i Tekli Mokrskiej (szambelanowej) oraz Maksymiliana i Ludwika.